# Guerra di valzer
Guerra di valzer (Walzerkrieg) è un film del 1933 diretto da Ludwig Berger.

## Produzione
Il film fu prodotto dall'UFA. Venne girato a Potsdam a Freigelände Neubabelsberg.

## Distribuzione
Distribuito dall'UFA, fu presentato in prima a Berlino il 4 ottobre 1933 all'Ufa-Palast am Zoo.